# C.J. Cregg
C.J. Cregg est un personnage de fiction de la série télévisée À la Maison-Blanche, interprété par Allison Janney et doublé par Marie-Laure Beneston en version française. Elle est porte-parole de la Maison-Blanche, puis secrétaire général de la Maison-Blanche. C.J. est l'acronyme de « Claudia Jean ».

## Biographie fictive

### Avant la série
Diplômée de la prestigieuse université californienne de Berkeley, elle fut notamment attachée de presse dans le monde du cinéma, où elle ne mâche pas ses mots. 

### Pendant la série
Comme elle l'affirme elle-même, elle est la seconde personne la plus visible de l'administration Bartlet en raison de son statut d'attachée de presse. Elle exerce, à la suite du départ de Leo McGarry, la fonction de secrétaire général de la Maison-Blanche, à laquelle elle est élevée en raison de ses capacités et de sa pugnacité. Comme elle l'avoue elle-même, elle est entrée dans le monde de la politique par la petite porte. C'est une célibataire qui collectionne les aventures. Elle a notamment flirté avec l'un des journalistes du pool de la Maison-Blanche, qui travaille pour le Washington Post (qui est en gros l'équivalent du Monde français), Danny Concannon. Mais leurs deux postes respectifs font que tous deux vivent mal cette relation. Un épisode atypique de la série, intitulé Access, est d'ailleurs centré sur son activité de porte-parole : tourné comme un documentaire, il a un caractère très particulier.
Elle a une relation très particulière avec les journalistes : très sympathique ou respectueuse avec les vrais reporters, ceux qui font leur travail avec honnêteté et impartialité, elle peut aussi se montrer cinglante envers les gratte-papier : c'est notamment le cas avec une reporter qu'elle humilie devant le reste du pool de la Maison-Blanche, en mettant en évidence qu'elle ne connaît pas les règles élémentaires en vigueur à la Chambre des Représentants, dont elle ignore le nombre de membres. Mais, quel que soit le respect qu'elle porte à ces journalistes, elle est parfois forcée de leur mentir, ce qui lui coûte parfois : elle tente, notamment au moment d'une présomption d'un cas de vache folle sur le sol américain, de montrer que le manque d'informations engendre la peur et qu'un président qui préfère la voie du mensonge perd le respect du peuple qu'il gouverne. On peut donc dire que c'est une femme de convictions, qui peut aussi se montrer très fine stratège en matière de manœuvres politiques : c'est elle qui suggère au président Bartlet de demander un seul débat pour battre son adversaire républicain, le gouverneur Ritchie.

### Autres informations
Enfin, sur le plan familial, on sait que sa mère est morte. Son père, qui vit dans l'Ohio, est un ancien professeur de mathématiques au lycée, avec qui elle a de bonnes relations. Mais il est atteint de la maladie d'Alzheimer, et C.J. le vit mal : elle se sent coupable de ne pas être au chevet de son père, de l'abandonner au profit du service de son pays et de sa carrière. Au fil des épisodes suivants, de nombreuses allusions sont faites au déclin de son père, un personnage sympathique et notamment doué au piano (au cours de l'épisode La promesse d'une génération, il interprète les Variations Goldberg de Bach).